# Mandi (huyện)
Huyện Mandi là một huyện thuộc bang Himachal Pradesh, Ấn Độ. Thủ phủ huyện Mandi đóng ở Mandi. Huyện Mandi có diện tích 3950 ki lô mét vuông. Đến thời điểm năm 2001, huyện Mandi có dân số 900987 người.